# Acanthognathus brevicornis
Acanthognathus brevicornis är en myrart som beskrevs av Smith 1944. Acanthognathus brevicornis ingår i släktet Acanthognathus och familjen myror. Inga underarter finns listade i Catalogue of Life.